# Карденете
Карденете (ісп. Cardenete) — муніципалітет в Іспанії, у складі автономної спільноти Кастилія-Ла-Манча, у провінції Куенка. Населення — 623 особи (2010).
Муніципалітет розташований на відстані близько 190 км на схід від Мадрида, 50 км на південний схід від Куенки.

## Демографія
Динаміка населення (INE ):